# Лагуна-Вудс
Лагуна-Вудс (англ. Laguna Woods) — город в округе Ориндж в штате Калифорния в Соединённых Штатах Америки.
Согласно результатам переписи населения США, проведённой в 2020 году, число жителей города составляло 17 644 человека, что, для такого небольшого населённого пункта, существенно больше (+ 9%), чем было во время предыдущей переписи прошедшей в 2010 году (16 192 человека).

## История
В доколумбову эпоху на этих землях жили коренные американцы из народов ачжачеменов и тонгва. Ачжачемены были основными жителями, проживавшими в этом районе ещё 16 тысяч лет назад, в то время как у тонгва было намного меньше деревень в этом районе.
До 1960-х годов в этом районе преобладало земледелие и выпас скота, с несколькими разбросанными по окрестностям фермами.
В 1962 году молодой застройщик Росс Кортезе купил часть ранчо Моултон. Его целью было создать сообщество с целью «обеспечить основные потребности жизни для людей в возрасте 52 лет и старше; создать безмятежную атмосферу красоты; и обеспечить безопасность...» Его мечта материализовалась, и в 1964 году сюда прибыли первые жители.
24 марта 1999года поселение было инкорпорировано и включено в реестр штата Калифорния, благодаря чему некорпоративное сообщество Лагуна-Вудс официально получило статус города («Сity of» / «Town of»).

## География
Согласно данным представленным Бюро переписи населения США, общая площадь города составляет 3,1 квадратных мили (8,0 км2) и эта территория практически полностью представляет собой сушу.